# Polygordius villoti
Espèce
Polygordius villoti est un Polygordius de la famille des Polygordiidae.